# EFF Pioneer Award

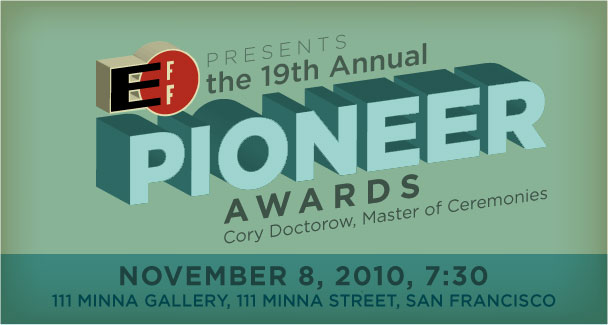
La invitación postal para los premios en 2010

El Electronic Frontier Foundation Pioneer Award (en español, "Premio Pionero Fundación Fronteras Electrónicas") es un premio anual otorgado por la EFF a gente que ha contribuido de alguna manera a la protección de las personas usando ordenadores. Hasta 1998, se celebraba una ceremonia en Washington D. C., Estados Unidos. Después pasó a ser presentado en la conferencia Computers, Freedom, and Privacy. En 2007 se presentó en la O'Reilly Emerging Technology Conference y en  2010 tuvo lugar en 111 Minna Gallery en San Francisco, el 8 de noviembre.

## Ganadores
- 1992: Douglas Engelbart, Robert E. Kahn, Tom Jennings, Jim Warren, Andrzej Smereczynski
- 1993: Paul Baran, Vint Cerf, Ward Christensen, Dave Hughes, desarrolladores de  USENET (aceptado por Tom Truscott y Jim Ellis)
- 1994: Ivan Sutherland, Bill Atkinson, Whitfield Diffie y Martin Hellman, Murray Turoff y Starr Roxanne Hiltz, Lee Felsenstein, y The WELL
- 1995: Philip Zimmermann, Anita Borg, Willis Ware
- 1996: Robert Metcalfe, Peter Neumann, Shabbir Safdar y Matthew Blaze
- 1997: Hedy Lamarr y George Antheil (premio especial; póstumo este último), Johan Helsingius, Marc Rotenberg
- 1998: Linus Torvalds, Richard Stallman, Barbara Simons
- 1999: Jon Postel, Drazen Pantic, Simon Davies
- 2000: "Librarians Everywhere" (aceptado por Karen G. Schneider), Tim Berners-Lee, Phil Agre
- 2001: Bruce Ennis (premio póstumo), Seth Finkelstein, Stephanie Perrin
- 2002: Dan Gillmor, Beth Givens, Jon Johansen y los programadores de DeCSS
- 2003: Amy Goodman, Eben Moglen, David Sobel
- 2004: Kim Alexander, David Dill, Avi Rubin (por fallos de seguridad en el voto electrónico)
- 2005: Mitch Kapor, Edward Felten, Patrick Ball
- 2006: Craigslist, Gigi Sohn, Jimmy Wales
- 2007: Yochai Benkler, Cory Doctorow, Bruce Schneier
- 2008: Mozilla Foundation y su presidenta Mitchell Baker; Michael Geist; y el alertador de AT&T Mark Klein[1]
- 2009: Limor "Ladyada" Fried, Harri Hursti y Carl Malamud
- 2010: Steven Aftergood, James Boyle, Pamela Jones del sitio web Groklaw y Hari Krishna Prasad Vemuru
- 2011: Ron Wyden, Ian Goldberg, y Nawaat.org
- 2012: Andrew Huang, Jérémie Zimmermann, proyecto Tor
- 2013: Aaron Swartz, James Love, Glenn Greenwald y Laura Poitras
- 2014: Trevor Paglen, Frank La Rue y Zoe Lofgren